# تشغيل ذاتي (تمويل)
في التمويل، يعدّ التشغيل الذاتي أو التمويل الذاتي طريقة لبناء منحنى عائدات الدخل الثابت (صفري الكوبون) من أسعار مجموعة من المنتجات الحاملة للقسائم، مثل السندات والمقايضات المالية.
بالتالي، يكون منحنى التمويل الذاتي هو المنحنى حيث أسعار الأدوات المالية المستخدمة كمدخل للمنحنى، ستكون ناتجًا دقيقًا، عندما تُقيم نفس هذه الأدوات باستخدام هذا المنحنى. هنا، يُستعاد هيكل أجل العائد الفوري من عائدات السندات من خلال حلها بشكل تكراري بواسطة التعويض الأمامي: هذه العملية التكرارية تسمى الطريقة التمهيدية.
تتمثل الفائدة المترتبة على التشغيل الذاتي في أن استخدام عدد قليل فقط من منتجات صفرية الكوبون المختارة بعناية، يجعل من الممكن اشتقاق أسعار مقايضة متكافئة (أمامية وفورية) لجميع آجال الاستحقاق نظرًا للمنحنى المحلول.

## المنهجية
كما ذُكر أعلاه، يعد اختيار الأوراق المالية للمدخلات أمرًا هامًا، نظرًا لأن هناك نقصًا عامًا في نقاط البيانات في منحنى العائد (لا يوجد سوى عدد ثابت من المنتجات في السوق). الأهم من ذلك، أن اختيار الأوراق المالية للمدخلات يشكل أهمية بالغة لأن لسندات الإدخال ترددات كوبون مختلفة. من المنطقي بناء منحنى لأدوات صفرية الكوبون التي يستطيع المرء منه تثمين أي عائد، سواء كان أمامي أو فوري، دون الحاجة إلى المزيد من المعلومات الخارجية. لاحظ أن بعض الافتراضات (مثل طريقة الاستيفاء) ستكون مطلوبة دائمًا.

### المنهجية العامة
تتلخص المنهجية العامة فيما يلي: (1) تحديد مجموعة المنتجات ذات العائد -ستكون هذه عمومًا سندات حاملة للقسائم، (2) اشتقاق عوامل الخصم للحدود المقابلة -هذه هي الأسعار الداخلية لعائد السندات، (3) «تحضير» منحنى صفري الكوبون، معايرة هذا المنحنى تباعًا بحيث يعيد أسعار المدخلات. تكون الخوارزمية المذكورة عموميًا للخطوة الثالثة كما يلي:
بالنسبة لكل أداة للمدخل، تُجرى هذه العملية حيث زيادة الاستحقاق:
- نحل المعدل الصفري تحليليًا حيثما أمكن ذلك
- وإذا لم يكن ممكنًا، نحل تكراريًا (باستخدام التقريب في البداية) بحيث يُحسب سعر الأداة المعنية بدقة عند حساب الناتج باستخدام المنحنى (لاحظ أنه تم حل السعر المقابل لاستحقاق هذه الأداة، وتم استيفاء أسعار ما بين هذا التاريخ وبين استحقاق الأداة المحلولة سابقًا)
- بمجرد الحل، احفظ هذه الأسعار وانتقل إلى الأداة التالية.

عند حل المنحنى كما هو مبين هنا، سيكون بلا مراجحة، بمعنى أنه يتوافق تمامًا مع الأسعار المختارة. لاحظ أن بعض المحللين بدلًا من ذلك سيبنون المنحنى بحيث يؤدي إلى أفضل توفيق «من خلال» أسعار المدخلات، بدلًا من تطابق دقيق، باستخدام طريقة مثل نيلسون-سيغل.
غير أنه بصرف النظر عن النهج المتبع، هناك شرط يقضي بأن يكون المنحنى خاليًا من المراجحة بمعنى ثان: أن تكون جميع أسعار الصرف الآجلة إيجابية. ستستهدف الطرق الأكثر تطورًا لبناء المنحنى أيضًا، سواء كانت استهداف دقيق أو أفضل توفيق، «نعومة» المنحنى كناتج، وسيكون اختيار طريفة الاستيفاء هنا هامًا بالنسبة للأسعار غير المحددة مباشرة.